# Бабенко Антон Олександрович
Анто́н Олекса́ндрович Бабе́нко (1904 , Новолутківка, Херсонська губернія  — 1974 , Харків ) — український радянський партійний діяч, 2-й секретар Харківського обкому КП(б)У. Депутат Верховної Ради УРСР першого скликання (1938—1947).

## Біографія
Народився 1904 року в родині селянина-бідняка в селі Новолутківка, тепер Добровеличківського району Кіровоградської області. У 1918 році закінчив двокласне міністерське училище в селі Добровеличківці Єлисаветградського повіту. У травні 1919 — червні 1920 року — селянин у господарстві батьків у селі Новолутківці.
У червні 1920 — вересні 1922 року — курсант підготовчих педагогічних курсів в селі Добровеличківці. У вересні 1922 — вересні 1925 року — слухач трирічних вищих педагогічних курсів в селі Добровеличківці. У 1923 році вступив до комсомолу.
У вересні 1925 — вересні 1928 року — викладач трудової школи в селі Добровеличківці. Член ВКП(б) з серпня 1927 року.
У вересні 1928 — вересні 1930 року — завідувач трудової школи в селі Липняжка Добровеличківського району Первомайського округу. У вересні 1930 — вересні 1931 року — директор Добровеличківської взірцевої районної школи.
У вересні 1931 — листопаді 1932 року — студент Всеукраїнського інституту комуністичної освіти в місті Харкові. Закінчив лише перший курс.
У листопаді 1932 — грудні 1933 року — пропагандист групи відділу культури і пропаганди ЦК КП(б)У в місті Лохвиці Харківської області. У грудні 1933 — листопаді 1935 року — завідувач парткабінету і завідувач відділу культури і пропаганди Великобагачанського районного комітету КП(б)У Харківської області. У листопаді 1935 — жовтні 1936 року — 2-й секретар Великобагачанського районного комітету КП(б)У Харківської області.
У жовтні 1936 — березні 1937 року — слухач курсів марксизму-ленінізму при ЦК КП(б)У в Києві.
У березні — вересні 1937 року — 2-й секретар Миропільського районного комітету КП(б)У Харківської області. У вересні 1937 — березні 1938 року — 1-й секретар Балаклійського районного комітету КП(б)У Харківської області.
26 червня 1938 року обраний депутатом Верховної Ради УРСР першого скликання по Краснопільській виборчій окрузі № 230 Харківської області.
У березні — листопаді 1938 року — в.о. 3-го секретаря, 3-й секретар Харківського обласного комітету КП(б)У. У листопаді 1938 — травні 1940 року — 2-й секретар Харківського обласного комітету КП(б)У. 10—21 березня 1939 року обирався делегатом XVIII з'їзду ВКП(б) від Харківської області з вирішальним голосом.
У травні 1940 — жовтні 1941 року — директор Харківського бібліотечного інституту. У листопаді 1941 — березні 1942 року — військовий керівник середньої школи № 1 міста Актюбинська Казахської РСР. У березні — липні 1942 року — слухач Курсів вдосконалення вищого політичного складу в місті Стерлітамаці Башкирської АРСР.
Учасник німецько-радянської війни з 1942 року. У липні 1942 — жовтні 1944 року — заступник начальника політичного відділу 243-ї Нікопольської стрілецької дивізії Калінінського, Західного, Південно-Західного, Південного, 2-го, 3-го і 4-го Українських фронтів. У жовтні 1944 — травні 1945 року — на лікуванні в евакуаційному госпіталі РСЧА. У травні 1945 — вересні 1946 року — заступник начальника політичного відділу авіаційного училища зв'язку Харківського військового округу.
У вересні 1946 — серпні 1951 року — начальник Харківського обласного управління кінофікації.
У серпні 1951 — серпні 1952 року — директор Харківського Будинку учителя. З вересня 1952 року — начальник відділу кадрів Харківського верстатобудівного заводу імені Молотова.
Потім — на пенсії у Харкові.

## Звання
- майор

## Нагороди
- орден Вітчизняної війни ІІ ст. (16.05.1943)
- орден Вітчизняної війни І ст. (6.06.1944)
- орден Червоної Зірки (8.05.1944)
- ордени
- медалі